# Junior Johnson
Robert Glenn Johnson, Jr. (Ronda, Carolina del Norte, 28 de junio de 1931-20 de diciembre de 2019), más conocido como Junior Johnson, fue un piloto y dueño de equipo de automovilismo estadounidense que se destacó en la Copa NASCAR. Fue reconocido como el primero en utilizar la técnica de rebufo en carreras de stock cars, y lo apodan "El último gran héroe americano".

## Biografía
Como piloto, participó en la Copa NASCAR desde 1953 hasta 1966; logró 50 victorias, destacándose una en las 500 millas de Daytona en 1960, 148 top 10, y 46 poles. Como nunca disputó una temporada completa en la categoría, no pudo ser campeón; tiene como mejores resultados un sexto puesto en el campeonato de 1955, y de 1961, séptimo en 1960, y octavo en 1958. 

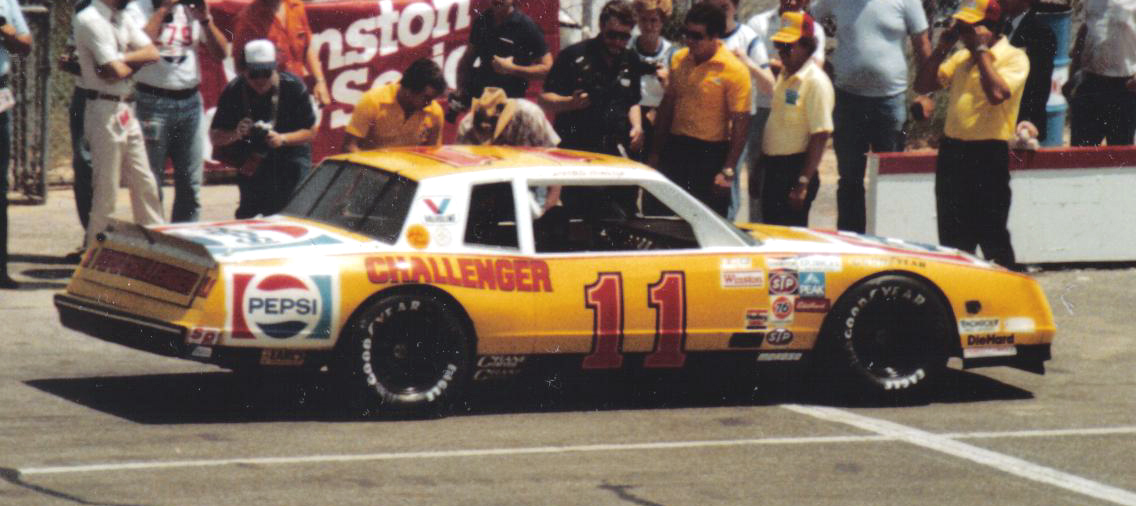
Chevrolet de Darrell Waltrip del equipo de Johnson, año 1983.

También fue propietario del equipo Junior Johnson & Associates, que participó en la Copa en 1953, desde 1965 hasta 1971, y desde 1974 hasta 1995. Como propietario de equipo, trabajó con algunos de los legendarios pilotos de la historia de NASCAR, incluyendo LeeRoy Yarbrough, Cale Yarborough, Darrell Waltrip, Neil Bonnett, Terry Labonte, Geoff Bodine, Sterling Marlin, y Bill Elliott. En total, el equipo ganó 132 carreras, y seis campeonatos de la Copa NASCAR: tres con Cale Yarborough (1976-1978) y tres con Darrell Waltrip (1981-1982, 1985).
En 1990, fue inducido al Salón de la Fama Internacional de Automovilismo (International Motorsports Hall of Fame), y en 2010 al Salón de la Fama de NASCAR. Luego de esto, produjo una línea de chicharrones fritos y jamón campestre.
En 2017, prestó su voz para el personaje Junior Moon de Cars 3.
Falleció el 20 de diciembre de 2019.